# Tetramorium mixtum
Tetramorium mixtum är en myrart som beskrevs av Auguste-Henri Forel 1902. Tetramorium mixtum ingår i släktet Tetramorium och familjen myror. Inga underarter finns listade i Catalogue of Life.